# Olof Hammarskjöld
Carl Olof Hammarskjöld, född 10 februari 1880 i Tuna församling, Kalmar län, död 16 februari 1949, var en svensk advokat.
Hammarskjöld, som var son till godsägare Hugo Hammarskjöld och Lucie von Krusenstjerna, avlade studentexamen i Linköping 1898, juridisk−filosofisk examen i Uppsala 1899 och blev juris utriusque kandidat 1903. Han blev extra ordinarie notarie i Svea hovrätt 1903 och var verksam som advokat i Halmstad sedan 1906. Han var ordförande i Hallands läns expropriationsnämnder sedan 1936, i vägnämnder och vägsynenämnder, vice ordförande i Hallands läns barnavårdsförbund, ledamot av stadsfullmäktige 1927−1947, ordförande i Halmstads System AB 1933−1946, i Halmstads stads barnavårdsnämnd 1932−1946 och i Södra Hallands landstormsförening 1920−1930. Han var vice ordförande i Halmstads orkesterförening 1926−1938, ordförande 1938−1947, hedersordförande där, ordförande i Halmstads stads byggnadsnämnd 1926−1938 och i Halmstads kammarmusikförening sedan 1933.